# Simyra niveonitens
Simyra niveonitens är en fjärilsart som beskrevs av Ludwig Carl Friedrich Graeser 1888. Simyra niveonitens ingår i släktet Simyra och familjen nattflyn. Inga underarter finns listade i Catalogue of Life.